# Benjamin Flores Jr.
Benjamin Christopher Flores Jr., noto anche con lo pseudonimo di Lil' P-Nut (Memphis, 23 luglio 2002), è un attore statunitense.
È noto per aver interpretato Louie Preston nella serie televisiva I fantasmi di casa Hathaway (2013-2015) e Triple G nella serie televisiva Game Shakers (2015-2019), entrambe trasmesse dall'emittente televisiva statunitense Nickelodeon. Ha inoltre prestato la voce al personaggio di Atticus, il pinguino rap, nel film d'animazione Happy Feet 2 (2011).

## Biografia
Benjamin Christopher Flores Jr. nasce Memphis, nel Tennessee, il 23 luglio 2002. Si fa notare grazie a un'intervista alla stazione televisiva locale Memphis Fox 13 all'età di 7 anni. Dopo l'intervista compare nel talk-show The Ellen DeGeneres Show, dove canta il suo primo singolo You Might Be the One for Me, pubblicato il 25 settembre 2010, utilizzando lo pseudonimo di Lil' P-Nut. Collabora inoltre con i Cymoniaca nel brano All That. Altre sue canzoni sono Bad Dream e Choosin'. Flores appare successivamente in un episodio della sitcom della TBS Are We There Yet? e presta la voce ad Atticus, il pinguino rapper, nel film d'animazione Happy Feet 2 nel 2011. Compare in un cameo nel video musicale di Yo Gotti Look In The Mirror. Flores compare nel film Ride Along, distribuito nel gennaio del 2014.
Nel 2013, Flores viene scelto per interpretare un ruolo da protagonista nella serie televisiva di Nickelodeon The Haunted Hathaways, interpretando Louie, un giovane fantasma che risiede nella stessa casa con la famiglia umana Hathaways. La serie viene trasmessa per due stagioni prima di concludersi nel 2015. La serie gli vale una candidatura ai Nickelodeon Kids' Choice Awards in qualità di miglior attore televisivo nel 2014 e ancora nel 2015. Il 7 luglio 2015 viene annunciato che Benjamin Flores avrebbe recitato nella nuova serie televisiva prodotta da Dan Schneider, Game Shakers, interpretando il ruolo di Triple G, il figlio del famoso rapper Double G (Kel Mitchell). La serie viene rinnovata per una terza stagione a novembre 2016.
Il 13 giugno 2016 viene annunciato che Benjamin Flores sarebbe stato la nuova voce di Gerald Johanssen nel film d'animazione per la televisione Hey Arnold! Il film della giungla (Hey Arnold!: The Jungle Movie), basato sulla serie televisiva Hey, Arnold!. Nel 2017 ottiene un ruolo nel film fantasy d'azione Transformers - L'ultimo cavaliere (Transformers: The Last Knight), ispirato ai celebri giocattoli omonimi prodotti dalla Hasbro. Nel 2018 Benjamin Floresviene scelot per la parte di Dariush nel film di Netflix Rim of the World, distribuito dal network in streaming on demand nel maggio 2019.
Nel 2021 è nel ruolo di Josh nella serie di film Fear Street, distribuita su Netflix, a partire dal film Fear Street Parte 1: 1994 (Fear Street Part One: 1994). Dal 2020 al 2021 interpreta inoltre il personaggio di Eugene Jones nella serie televisiva di Showtime Your Honor, che vede protagonisti gli attori Bryan Cranston (celebre per aver interpretato il personaggio di Walter White nella serie televisiva Breaking Bad) e Hunter Doohan (che successivamente apparirà nel ruolo di Tyler Galpin nella serie televisiva Mercoledì).

## Filmografia

### Attore

#### Cinema
- Poliziotto in prova (Ride Along), regia di Tim Story (2014)
- Transformers - L'ultimo cavaliere (Transformers: The Last Knight), regia di Michael Bay (2017)
- Pup Star: Better 2Gether, regia di Robert Vince (2017)
- Rim of the World, regia di McG (2019)
- Fear Street Parte 1: 1994 (Fear Street: 1994), regia di Leigh Janiak (2021)
- Fear Street Parte 2: 1978 (Fear Street: 1978), regia di Leigh Janiak (2021)
- Fear Street Parte 3: 1666 (Fear Street: 1666), regia di Leigh Janiak (2021)
- Family Switch, regia di McG (2023)

#### Televisione
- I fantasmi di casa Hathaway (The Haunted Hathaways) – serie TV, 48 episodi (2013-2015)
- I Thunderman (The Thundermans) – serie TV, episodio 2x05 (2014)
- A caccia di Babbo Natale (Santa Hunters) – film TV, regia di Savage Steve Holland (2015)
- Una pazza crociera (One Crazy Cruise) – film TV, regia di Michael Grossman (2015)
- Nickelodeon's Ho Ho Holiday Special – film TV, regia di Jonathan Judge (2015)
- Henry Danger – serie TV, episodi 2x01-4x04 (2015-2017)
- Game Shakers – serie TV, 61 episodi (2015-2019)
- Nickelodeon's Not So Valentine's Special, regia di Jonathan Judge - speciale TV (2017)
- The Librarians – serie TV, episodio 4x08 (2018)
- Your Honor – serie TV, 19 episodi (2020-2023)
- Quantum Leap – serie TV, episodio 2x05 (2023)

### Doppiatore

#### Cinema
- Happy Feet 2 (Happy Feet Two), regia di George Miller (2011)
- Hey Arnold! Il film della giungla (Hey Arnold!: The Jungle Movie), regia di Raymie Muzquiz e Stu Livingston (2017)

#### Televisione
- Rise of the Teenage Mutant Ninja Turtles - Il destino delle Tartarughe Ninja (Rise of the Teenage Mutant Ninja Turtles) – serie animata, episodio 1x15 (2018)
- Spirit Riding Free: Riding Academy – serie animata, episodi 2x08-2x09 (2020)
- Jurassic World - Nuove avventure (Jurassic World Camp Cretaceous) – serie animata, 8 episodi (2020-2022)
- Jurassic World - Teoria del caos (Jurassic World: Chaos Theory) – serie animata, episodio 1x01 (2024)

## Trasmissioni televisive (parziale)
- The Ellen DeGeneres Show - talk-show (2010-2011) - ospite

## Discografia

### Partecipazioni
- 2011 - AA.VV. - Happy Feet Two (Original Motion Picture Soundtrack), con i brani Happy Feet Two Opening Medley e Tightrope (Ice Cold Mix)
- 2017 - AA.VV. - Take Me To The River (Memphis USA), con il brano Trying to Live My Life Without You

## Riconoscimenti
- Behind the Voice Actors Awards
  - 2018 - Miglior ensemble vocale in uno speciale TV/direct-to-DVD film o cortometraggio per Hey Arnold! Il film della giungla (condiviso con altri)
  - 2018 - Miglior ensemble vocale in uno speciale TV/direct-to-DVD film o cortometraggio per Hey Arnold! Il film della giungla (condiviso con altri)
  - 2018 - Candidatura al Miglior voce principale maschile in uno speciale TV/direct-to-DVD film o cortometraggio per Hey Arnold! Il film della giungla
- BloodGuts UK Horror Awards
  - 2022 - Candidatura al miglior attore non protagonista per Fear Street Parte 1: 1994
- Imagen Awards
  - 2014 - Miglior giovane attore televisivo per I fantasmi di casa Hathaway[17]
  - 2017 - Candidatura al miglior giovane attore televisivo per Game Shakers
- Nickelodeon Kids' Choice Awards
  - 2014 - Candidatura all'attore televisivo preferito per I fantasmi di casa Hathaway[7]
  - 2015 - Candidatura all'attore televisivo preferito per I fantasmi di casa Hathaway[8]
  - 2017 - Candidatura all'attore televisivo preferito per Game Shakers[18]

## Doppiatori italiani
Nelle versioni in italiano dei suoi lavori, Benjamin Flores Jr. è stato doppiato da:
- Mattia Fabiano in Your Honor, Fear Street Parte 1: 1994, Fear Street Parte 2: 1978, Fear Street Parte 3: 1666, Quantum Leap
- Andrea Oldani in Game Shakers, The Librarians, Henry Danger (s.4), Nickelodeon's Ho-Ho Holiday Special, Non proprio San Valentino
- Gaia Bolognesi in I fantasmi di casa Hathaway, Una pazza crociera, Henry Danger (2x1)
- Riccardo Suarez in Poliziotto in prova
- Luca De Ambrosis in Rim of the World

Da doppiatore è sostituito da:
- Arturo Valli in Happy Feet 2
- Gabriele Vender in Jurassic World - Nuove avventure